# Gemini (Cedar Point)
Pour les articles homonymes, voir Gemini.
Gemini sont des montagnes russes hybrides racing à structure en bois du parc Cedar Point, situé à Sandusky, Ohio, aux États-Unis. Ces montagnes russes ont pour particularité d'avoir une structure en bois et de disposer de deux voies parallèles.

## Statistiques
- Trains : six trains avec cinq wagons par train. Les passagers sont placés par deux sur trois rangs pour un total de 30 passagers par train.